# Tczew (stacja kolejowa)
Tczew – stacja kolejowa w Tczewie, w województwie pomorskim, w Polsce, ważna stacja ruchu pasażerskiego, jak i towarowo-przeładunkowa. Według klasyfikacji PKP ma kategorię dworca regionalnego. Rocznie odprawia się na stacji prawie 2,5 mln pasażerów. Ze stacji odprawiane są pociągi każdej kategorii, w tym Express InterCity Premium („Pendolino”) oraz międzynarodowe EuroCity do Berlina oraz Wiednia).

## Ruch pasażerski
| Rok  | Wymiana roczna | Wymiana pasażerska na dobę | miejsce w Polsce |
| ---- | -------------- | -------------------------- | ---------------- |
| 2017 | 2 850 000      | 7 800                      | 28               |
| 2018 | 2 990 000      | 8 200                      | 27               |
| 2019 | 3 140 000      | 8 600                      | 27               |
| 2020 | 1 980 000      | 5 400                      | 25               |
| 2021 | 2 450 000      | 6 700                      | 27               |
| 2022 |                | 9 700                      | 28               |

## Opis
W latach 2009–2012, stacja w ramach modernizacji linii E65 przeszła gruntowną modernizację układu torowego oraz przebudowę peronów. Zabudowano nowoczesne urządzenia sterowania ruchem kolejowym typu EbiLock950 produkcji firmy Bombardier. Budynek stacyjny mieści się w Tczewie przy ulicy Pomorskiej, w sąsiedztwie integracyjnego węzła transportowego scalającego transport dalekobieżny oraz miejski.
Budynek dworca jest czynny całodobowo. Można w nim znaleźć kasy przewoźników PKP Intercity, Polregio oraz przewoźnika autobusowego Arriva. Na dworcu dostępne są również restauracja, kioski, piekarnia oraz apteka. Na terenie dworca również można skorzystać całodobowo z WC czy dostępu do WiFi. Zejście na każdy peron jest ułatwione dzięki zabudowaniu wind. Informację pasażerską urozmaicono o plakatowe rozkłady jazdy, wizualną informację pasażerską na peronach oraz informacje głosowe. Dworzec jest przystosowany dla potrzeb osób niepełnosprawnych.
Na terenie stacji znajduje się parowóz-pomnik TKh-49.

## Galeria
źródła: